# Fc
Fc – polecenie służące do porównywania dwóch plików. Należy wpisać je w wierszu poleceń systemu Windows. Zazwyczaj jest nim cmd.exe, ale może też być command.com. Domyślnie polecenie to wyświetla zawartość porównywanych plików.
parametry:
- /a - wyświetla tylko pierwszy i ostatni element różniących się grup wyrazów (porównanie w trybie ASCII)
- /b - porównuje pliki binarnie - bajt po bajcie (standardowy dla plików z rozszerzeniami .exe, .com, .sys, .obj, .lib, lub .bin .)
- /c - podczas porównywania ignoruje wielkość liter
- /n - numeruje wiersze (porównanie w trybie ASCII)
- /u - porównuje pliki w trybie unicode
- /nnnn - określa liczbę wierszy, które muszą być identyczne, aby polecenie fc uznało pliki za zsynchronizowane (zamiast nnnn należy wpisać dodatnią liczbę całkowitą)

Aby porównać pliki należy wpisać:
```
fc ścieżka_do_pierwszego_pliku ścieżka_do_drugiego_pliku
```

przykład:
```
fc c:\1.txt c:\temp\2.txt
```